# نیروهای عملیات ویژه روسیه
نیروهای عملیات ویژه روسیه (روسی: Силы специальных операций; ССО، آوانگاری Sily spetsial’nykh operatsiy; SSO) یگان نیروهای ویژه زیرمجموعه نیروهای مسلح روسیه و تحت امر ستاد کل نیروهای مسلح فدراسیون روسیه است، که در سال ۲۰۰۹ تأسیس شد.
اولین واحدهای آنچه که بعدها به نیروهای عملیات ویژه تبدیل شدند، در سال ۲۰۰۹ به‌عنوان بخشی از اصلاحات نظامی مداوم روسیه در سال ۲۰۰۸ شکل گرفت. فرماندهی نیروهای عملیات ویژه در سال ۲۰۱۲ تأسیس و در مارس ۲۰۱۳ توسط والری گراسیموف، رئیس ستاد کل، اعلام شد. به گفته گراسیموف، نیروهای عملیات ویژه به‌عنوان یک واحد عملیات ویژه نخبه در سطح استراتژیک طراحی شده است که ماموریت‌های اصلی آن مداخلات خارجی از جمله مقابله با گسترش سلاح‌های هسته‌ای، عملیات دفاع داخلی خارجی و انجام پیچیده‌ترین عملیات‌های ویژه و ماموریت‌های مخفی برای حفاظت از منافع فدراسیون روسیه خواهد بود.
نیروهای ویژه روسیه منحصراً توسط پرسنل حرفه‌ای استخدام شده با قرارداد اداره می‌شوند که همگی آنها سربازان تمام وقت متشکل از افسران وظیفه و سربازان عادی هستند.